# Ismail Diiriye
Ismail Diiriye is een dorp in het district Oodweyne, regio Togdheer, in de niet-erkende staat Somaliland, en dus formeel gelegen in Somalië.
Ismail Diiriye ligt op een savanne-achtige hoogvlakte, ca. 1083 m hoog, en hemelsbreed 62,9 km ten zuidwesten van de districtshoofdstad Oodweyne en 17,3 km van de grens met Ethiopië bij Davegoriale. Het dorp bestaat uit één straatje van ruim 100 m lang met huisjes aan beide zijden. Naast het dorp ligt een drinkwaterpoel voor vee. Ook zijn er een 25-tal berkads rond het dorp, meestal vrij klein en omheind.
Ismail Diiriye is via zandpaden verbonden met de rest van het district. Dorpen in de buurt zijn Qolqol ka Madoobe (18,7 km), Galkagudubi (17,0 km), Gocandhaley (22,2 km), Bali Ugaadh (19,0 km) en Xayndaanle (8,7 km).

## Klimaat
Ismail Diiriye heeft een tropisch steppeklimaat met een gemiddelde jaartemperatuur van 23,2 °C. Dit is relatief laag vanwege de aanzienlijke hoogte waarop het dorp ligt. De temperatuurvariatie is gering; de koudste maand is januari (gemiddeld 20,1°); de warmste september (25,4°). Regenval bedraagt jaarlijks ca. 293 mm met april en mei als natste maanden (de zgn. Gu-regens) en een tweede, minder uitgesproken regenseizoen in september-oktober (de zgn. Dayr-regens); het droge seizoen is van december - februari. De neerslag kan overigens van jaar tot sterk variëren.